# Chloralkane

Chlormethan, der einfachste Vertreter der Chloralkane

1,4-Dichlorbutan

Die Chloralkane bilden eine Stoffgruppe von halogenierten Alkanen, bei denen ein oder mehrere Wasserstoffatome durch Chloratome ersetzt sind. Das Alkangrundgerüst kann dabei sowohl geradlinig als auch verzweigt sein. Sind alle Wasserstoffatome vollständig durch Chloratome ersetzt, so erhält man die perchlorierten Verbindungen.
Man kann die Chloralkane auch einteilen in primäre, sekundäre und tertiäre Chloralkane.